# Френсіс Она
Френсіс Она (бл. 1953 — 24 липня 2005) — лідер сецесіоністів Бугенвіля, який очолив повстання проти уряду Папуа-Нової Гвінеї під час Громадянської війни в Бугенвілі. Він та його послідовники були стурбовані екологічними та соціальними наслідками експлуатації шахти Пангуна корпорації Бугенвіль Коппер (Bougainville Copper), дочірньої компанії Rio Tinto Group. 17 травня 1990 р. Франсіс Она проголосив незалежність Республіки Меєкамуї. Вона не була визнана на міжнародному рівні. У травні 2004 року Она проголосив себе «королем Меєкамуї». Опираючись мирному процесу та виборам 2005 року, Она здебільшого залишався в безпечному місці, де його сили BRA контролювали територію. Він помер від малярії у своєму селі.

## Лідер сецесіонізму
Она свого часу працював у Бугенвіль Копер на шахті. Він дедалі більше критикував несприятливий вплив на довкілля, і, на його думку, низький рівень роялті, що виплачується землевласникам. Більшу частину прибутку залишав острів Бугенвіль, але його традиційне суспільство було порушене напливом тисяч робітників з Папуа-Нової Гвінеї, а також австралійцями. З середини 80-х років Она та інші кинули виклик керівництву Асоціації землевласників Пангуни (PLA), стверджуючи, що вони не представляють інтереси всіх традиційних землевласників.
У початку 1988 року Она і його колеги, в тому числі його двоюрідний брат Pepetua Serero, сформували Новий PLA, підтримуваний гірниками і традиційними супротивниками шахти Пангуна. Нова Асоціації землевласників Пангуни висунула ряд вимог, включаючи грошову компенсацію, 50-відсоткову частку доходу від шахт землевласникам та передачу права власності Бугенвілю. Уряд Папуа Нової Гвінеї розпочав незалежне розслідування, яке відхилило заяви про вплив на навколишнє середовище, але критикувало інші аспекти роботи шахти. У відповідь Она створив Революційну армію Бугенвіля (BRA), яка проводила численні диверсійні дії проти шахти, включаючи руйнування джерел живлення шахти. Шахту було закрито компанією Bougainville Copper у травні 1989 року. Она відхилив початкову компромісну угоду Бугенвіль Копер та уряду.
Она став визнаним лідером BRA після смерті Сереро в 1989 році; Сем Кауона, колишній солдат армії, керував військовими операціями. Уряд Папуа-Нової Гвінеї направив поліцію, а потім армію під керівництвом Джеррі Сінгірока, щоб придушити повстання, але вони не змогли цього зробити. На острові був введений надзвичайний стан під контролем уповноваженого поліції Папуа Нової Гвінеї. Зросла кількість скарг на порушення прав людини силами Папуа Нової Гвінеї, що спочатку посилило підтримку BRA.
У січні 1990 року «Бугенвіль Коппер» оголосив, що вони припиняють експлуатацію на шахті. Уряд оголосив, що вони виведуть війська, а міжнародні спостерігачі перевірять роззброєння BRA. Поліція втекла, побоюючись за своє життя за відсутності армії, і в Порт-Морсбі відбулася спроба державного перевороту через угоду.
У відповідь на блокаду, накладену урядом пізніше в 1990 році, Она заявив, що він стає головою Тимчасового уряду Бугенвіля і проголосив незалежність острова. Острів опанувала анархія, коли кілька збройних угруповань та кланів боролися за владу; уряд Папуа підтримав ці ополчення. Лідери BRA розійшлися з Джозефом Кабуї, прем'єр-міністром Бугенвіля, який раніше був їх прихильником.
Під час перебування на посаді прем'єр-міністра Паяса Вінті уряд Папуа поновив військові зусилля, і їхні війська захопили Араву, столицю провінції, в 1993 році і відвоювали шахту Пангуна. Джуліус Чан намагався укласти угоду, але ні Она, ні BRA, ні Кабуї не підписали б угоду. Розчарований Чан наказав повномасштабне вторгнення в 1996 році, але ні Австралія, ні Нова Зеландія не підтримали його. Чан найняв найманців Sandline International, але військові Папуа Нової Гвінеї погрожували заарештувати їх після прибуття. Чан подав у відставку, щоб запобігти перевороту.

## Припинення вогню в Бугенвілі
Пізніше, у 1997 р., між новим прем'єр-міністром Біллом Скейтом і Джозефом Кабуї було домовлено про припинення вогню, і багатонаціональна група з моніторингу миру розпочала операції на острові. Хоча Френсіс Она і BRA контролювали 90 % острова, його розрив з Кабуї означав, що представники BRA не брали участі в переговорах. Она вважав, що мирні переговори, здійснені за посередництвом Нової Зеландії, було невиправданим втручанням ззовні в управління Бугенвілем і не брав участі.
У цей період австралійський режисер Уейн Коулз Джанесс зняв відомий документальний фільм про Громадянську війну в Бугенвілі. Його намагався убити уряд Папуа.
Згодом Френсіса Она проігнорували при створенні автономного уряду Бугенвіля. В цей час Она домовився з Ноєм Мусінку про створення джерел фінансування Бугенвіля, які дозволили б отримати справжній суверенітет. Ця система була названа U-Vistract, вона мала залучити невикористані природні ресурси Бугенвіля для фінансування реконструкції. Она залишився ізольованим у регіоні Пангуна, який BRA контролював протягом наступних 16 років.
За оцінками, конфлікт у Бугенвілі забрав від 10 000 до 15 000 життів, головним чином через хвороби та голод серед цивільних жителів. Процес примирення племен, розпочатий у 2000 році, виявився успішним. Уряд Папуа пообіцяв у 2001 році провести референдум про незалежність протягом найближчих десяти-п'ятнадцяти років. Референдум відбувся у 2019 році, і виборці в переважній більшості (98,31 %) проголосували за незалежність.
Она так і не потрапив у полон і відмовилася брати участь у мирному процесі. Його сили все ще контролювали половину острова.

## Королівство
17 травня 2004 р. Она оголосив себе «королем Бугенвіля» або Меєкамуї. Він був коронований «королем Френсісом Домініком Датеріаном Доманаа, главою держави Королівства Меєкамуї». «Me'ekamui» означає «Свята земля» — це стара племінна назва Бугенвіля. Під час виборів до автономного уряду в 2005 році, проти яких він виступив, Она вперше за 16 років вийшов зі свого безпечного притулку. Він заявив, що Бугенвіль вже незалежний і здатний вести власні справи.
Можливо, в результаті постійного впливу Они в Бугенвілі, лише 3 % виборців взяли участь у виборах в автономному уряді з посередництвом Нової Зеландії в травні 2005 року.
Она помер 24 липня 2005 року від малярії у своєму селі.

## Вшанування
Для Она провели державний похорон у столиці провінції Бука.